# Keith Moon
Keith John Moon (n. 23 august 1946 - d. 7 septembrie 1978) a fost bateristul trupei rock The Who. Și-a făcut renume prin stilul său exuberant de a bate la tobe dar și prin stilul de viață dezordonat și destructiv de unde și porecla "Moon The Loon". Moon s-a alăturat formației The Who în 1964 înlocuindu-l pe Doug Sandom. A cântat pe toate albumele și single-urile grupului de la debutul cu My Generation din 1965 până la Who Are You din 1978, album lansat cu două săptămâni înainte de moartea sa.
1. 1 2  Keith Moon, Internet Broadway Database, accesat în 9 octombrie 2017
2. ↑  Autoritatea BnF, accesat în 10 octombrie 2015
3. 1 2  Keith Moon, Roglo
4. 1 2  Keith Moon, Find a Grave, accesat în 9 octombrie 2017
5. 1 2  Keith Moon, SNAC, accesat în 9 octombrie 2017
6. ↑  „Keith Moon”, Gemeinsame Normdatei, accesat în 27 aprilie 2014
7. ↑  Find a Grave, accesat în 1 aprilie 2022
8. ↑  Autoritatea BnF, accesat în 10 octombrie 2015
9. ↑  CONOR.SI[*] Verificați valoarea |titlelink= (ajutor)